# Christmas concerts 2009
Christmas concerts 2009 fue una gira por Finlandia y Rusia de la cantante Tarja Turunen, que se inició el 30 de octubre de 2009 en Lahti, Finlandia. Esta gira la realizó junto a los músicos Kalevi Kiviniemi, Marzi Nyman y Markku Krohn. El tour se realizó con 10 shows en distintas iglesias y clubes finlandesas y rusas con motivo de festejar la Navidad y presentar su disco navideño Henkäys ikuisuudesta.